# 勒尔 (德国)
勒尔是德国莱茵兰-普法尔茨州的一个市镇。总面积10.65平方公里，总人口407人，其中男性210人，女性197人（2011年12月31日），人口密度38人/平方公里。